# Antigius
Antigius is een geslacht van vlinders van de familie Lycaenidae, uit de onderfamilie Theclinae.

## Soorten
- A. attilia (Bremer, 1861)
- A. butleri (Fenton, 1881)